# Ryuji Michiki
Ryuji Michiki (路木 龍次, Michiki Ryuji) est un footballeur japonais né le 25 août 1973 dans la préfecture de Nagasaki au Japon.